# António Mariano de Lacerda
António Mariano de Lacerda (Horta, 26 de Setembro de 1783 — Horta, 30 de Novembro de 1849) foi um bacharel formado em Direito pela Universidade de Coimbra que exerceu importantes funções políticas nos Açores, entre as quais sub-prefeito da Horta (1832-1836), governador civil do distrito da Horta (1836-1837), presidente da Câmara Municipal da Horta (1839-1849) e membro do Conselho de Distrito da Horta (1840-1841).

## Biografia
Nasceu na então vila da Horta, na ilha do Faial, filho do capitão de ordenanças António de Lacerda Marramaque e de sua mulher Antónia Mariana Whitton da Câmara. Destinado a seguir a carreira da advocacia, depois de estudos preparatórios na sua vila natal e em Coimbra, matriculou-se na Universidade de Coimbra, onde se formou em Direito.
Regressou à sua ilha natal, onde casou a 1 de Agosto de 1819 com sua prima Ana Whitton, não tendo deixado geração. No Faial integrou a elite ligada à governança local, exercendo diveros cargos no regimento de milícias local, na administração distrital e na governação autárquica.
Membro da milícia faialense, exerceu as funções de capitão do Regimento de Milícias da Horta, cargo para o qual foi nomeado a 27 de Novembro de 1808, sendo promovido a tenente-coronel do mesmo Regimento a 3 de Maio de 1819, assumindo o cargo de governador militar interino do Faial em 3 de Setembro de 1828 devido à retirada de Diogo Tomás de Ruxleben, o governador militar nomeado.
Com a criação da subprefeitura da Horta, foi sub-prefeito da Horta (1832-1836) e depois governador civil do recém criado Distrito da Horta (1836-1837). Foi presidente da Câmara Municipal da Horta (1839-1849) e membro do Conselho de Distrito da Horta (1840-1841).
Era comendador da Ordem de Cristo e Conselheiro de Sua Majestade Fidelíssima.
Faleceu na sua fregeusia natal da Matriz da cidade Horta, a 30 de Novembro de 1849, deixando viva saudade de todos os que conheceram de perto as excelentes qualidades e bondade de alma deste cavalheiro.